# 磺胺噻唑
磺胺噻唑是一种磺胺类药物，其INN名称是“Sulfathiazole”。该药物已存在不良反应更小的替代品，目前主要用于与磺胺醋酰和磺胺苯甲酰胺联用以治疗阴道感染或消毒家庭水族箱。该药物在血液中的半衰期尚不明确，在大鼠体内的LD50（半致死量）为1.7929mol/kg。